# فرضیه پیوستار

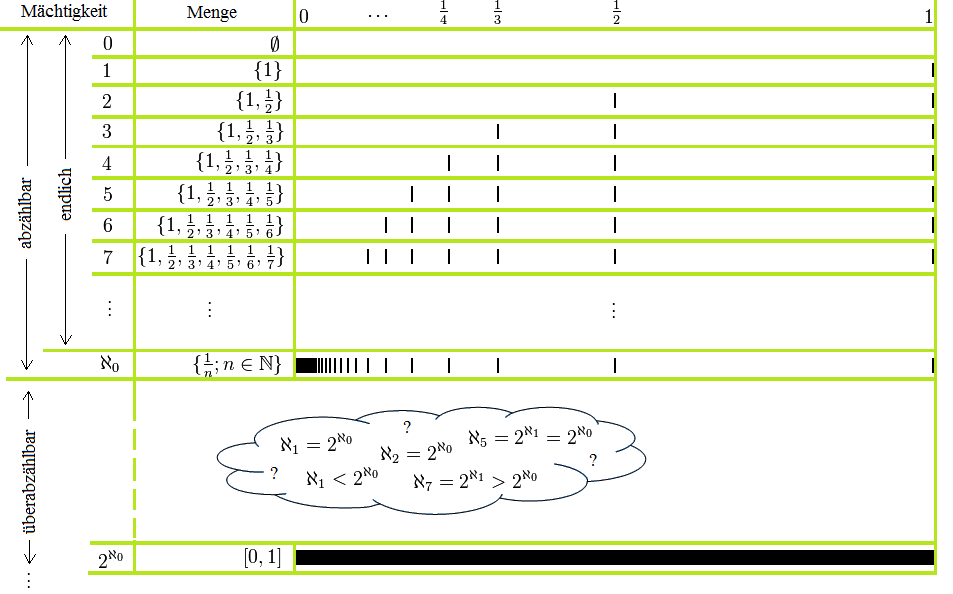
فرضیه پیوستار به صورت الگویی

فرض پیوستار در ریاضیات فرضی است دربارهٔ اندازه مجموعه‌های بینهایت. این فرض می‌گوید:
هیچ مجموعه‌ای وجود ندارد که اندازه‌اش بین اندازه مجموعه اعداد طبیعی و اندازه مجموعه اعداد حقیقی باشد.
یا به عبارتی هیچ عدد اصلی مانند {\displaystyle x} در نامساوی {\displaystyle \aleph _{0}<x<{\mathfrak {c}}=2^{\aleph _{0}}} صدق نمی‌کند.
به همین ترتیب تعمیم فرض پیوستار می‌گوید:
به ازای هر عدد اصلی نامتناهی {\displaystyle a}، عدد اصلی ای چون {\displaystyle x} که در نا مساوی {\displaystyle a<x<2^{a}} صدق کند وجود ندارد.

## اولین مسئله هیلبرت
در سال ۱۹۰۰ در انجمن بین‌المللی ریاضی‌دانان در پاریس دیوید هیلبرت ۲۳ مسئله ریاضی ارئه کرد که اولین آنها قضیه تعمیم فرض پیوستار بود و تا سال ۱۹۳۸ هیچگونه پیشرفتی در حل این مسئله وجود نداشت که در این سال کورت گودل اثبات کرد که تعمیم فرض پیوستار در اصول جاری نظریه مجموعه‌ها قابل رد نیست. ولی در سال ۱۹۶۲ پل کوهن اثبات کرد که این مسئله با اصول نظریه مجموعه‌ها (ZFC) قابل اثبات نیست.
نتایج گودل و کوهن عموماً به عنوان یک تناقض برداشت نمی‌شود و مانند اصل توازی اقلیدسی در هندسه تأیید یا تکذیب آن به ما یک تئوری سازگار در ریاضیات می‌دهد.